# PARADISE GO!! GO!!
PARADISE GO!! GO!! （パラダイス ゴーゴー）は、日本の女性アイドルグループ。2004年から2006年まで活動していた。所属事務所はLDH。レーベルはavex trax。通称パラゴー。

## 略歴
- キャレスボーカル＆ダンススクール大阪校のレッスン生で結成。PARADISE GO!! GO!!結成以前より「9SOULS」としてストリートのメッカ城天にてストリートライヴを敢行。大阪のイベントに出演するなど地元を中心に活動。
- 2004年8月4日、avex traxレーベルでシングル「恋の運動会」を発売。
- 2004年8月17日 - 27日、東京・お台場のスタジオドリームメーカーで行なわれたミュージカル『BEAT POPS “FIGHTING GIRLS”』に出演し名実ともに東京進出を果たす[2]。
- 2004年12月、地元大阪のBIG CATで初ワンマンを行ない600人を動員。
- 2005年1月31日、藤田ハルカが脱退。
- 2005年4月13日、6人体制でシングル「Faraway」を発売
- 2005年6月、萩原友香が脱退。
- 2005年7月、小寺里佳、吉田梨沙を新メンバーに迎え7人体制となる[3]。
- 2006年3月、タイで行われたアジア7ヶ国のアーティストが参加する『パタヤ国際音楽祭』に2日連続で出演[4]。
- 2006年4月、アルバム『PARADISE GO!! GO!!』を引っさげてワンマンライブツアー『PARADISE GO!! GO!! LIVE TOUR 2006 "Dear my friends"』（3ヶ所6公演、追加公演1ヶ所2公演）を開催[5]。
- 2006年7月26日、ライブツアーの模様を収録したライブDVD『PARADISE GO!! GO!! LIVE TOUR 2006 "Dear my friends"』を発売。
- 2006年8月6日、ライブDVDリリース記念のパーティを東京・港区の竹芝D ASH-Gで開催。その後活動休止。

## メンバー
| 名前                     | 生年月日（年齢）       | 身長    | 備考                |
| ------------------------ | ---------------------- | ------- | ------------------- |
| 松本美咲 まつもと みさき | 1991年2月6日（34歳）   | 156cm   | 後にREAL FORCE→Love |
| 吉原聖后 よしはら きよみ | 1989年2月10日（36歳）  | 160.8cm |                     |
| ナタリ                   | 1988年10月2日（36歳）  | 162.8cm |                     |
| 森田準子 もりた じゅんこ | 1988年2月23日（37歳）  | 154.5cm | 後にDDS             |
| 伊藤綾香 いとう あやか   | 1986年10月19日（38歳） | 163.8cm | 後にREAL FORCE      |
| 小寺里佳 こてら りか     | 1990年9月21日（34歳）  | 156cm   | 2005年7月7日加入    |
| 吉田梨沙 よしだ りさ     | 1991年12月12日（33歳） | 154cm   | 2005年7月7日加入    |

### 旧メンバー
| 名前                     | 生年月日（年齢）       | 身長    | 備考              |
| ------------------------ | ---------------------- | ------- | ----------------- |
| 藤田ハルカ ふじた はるか | 1988年3月10日（37歳）  | 157cm   | 2005年1月31日脱退 |
| 萩原友香 はぎはら ゆか   | 1988年12月27日（36歳） | 164.5cm | 2005年6月脱退     |

## 作品
順位はオリコン週間ランキング最高位。

### シングル
1. 恋の運動会（2004年8月4日、160位）
2. ZETTAI（2004年12月1日、96位）
3. Faraway（2005年4月13日、39位）
4. Real Love（2005年8月3日、44位）
5. Argent snow（2005年11月23日、53位）
6. Dear my friend（2006年2月22日、118位）

### アルバム
1. PARADISE GO!! GO!!（2006年3月29日、137位）

### 映像作品
1. PARADISE GO!! GO!! LIVE TOUR 2006 "Dear my friends"（2006年7月26日）

### 参加作品
1. Girl's BOX 〜Best Hits Compilation Summer〜（2005年7月13日）
2. 3rd X'mas（2005年11月16日）
3. Girl's BOX 〜Best Hits Compilation Winter〜（2005年11月30日）
4. BEST X'mas（2006年12月6日）

### タイアップ
- 恋の運動会 - 関西テレビ 『トミーズのはらぺこ亭』2004年8月 - 10月度エンディングテーマ、神戸「ビーチバレージャパンカレッジ ぴあカップ」公式ソング
- ZETTAI - テレビ東京系『元祖!でぶや』2004年10月・11月度エンディングテーマ
- Faraway - NHK教育アニメ『メジャー』エンディングテーマ
- JUST SHINY TONIGHT - フジテレビ系『さんまのまんま』エンディングテーマ
- Real Love - テレビ東京系アニメ『ゾイドジェネシス』エンディングテーマ

## 出演

### 映画
- バックダンサーズ!（2006年） - ストリートダンサー 役